# Долина на храмовете
Долината на храмовете (на италиански: Valle dei Templi) е археологически обект край град Агридженто, Италия, включващ останките на 7 древногръцки дорийски храма от 5 век пр.н.е.
Тя е измежду най-значимите примери за изкуството и архитектурата на Магна Греция, както и сред основните туристически забележителности на Сицилия. Долината на храмовете е национален паметник на Италия и обект на световното наследство на ЮНЕСКО.
С размер от 1300 хектара това е най-големият археологически обект в света.